# باسانس، ژیروند
باسانس (به فرانسوی: Bassens) یک کمون (فرانسه) در فرانسه است که در Bordeaux Métropole واقع شده‌است. باسانس ۱۰٫۲۷ کیلومتر مربع مساحت دارد ۴۵ متر بالاتر از سطح دریا واقع شده‌است.

## خواهرخوانده
شهر کلاینوشتایم خواهرخواندهٔ باسانس، ژیروند هست.